# 齿冠红花紫堇
齿冠红花紫堇（学名：Corydalis livida var. denticulatocristata）为罂粟科紫堇属下的一个变种。

## 扩展阅读
- 維基物種上的相關：齿冠红花紫堇